# 英戈爾斯頓鎮區 (密歇根州)
英戈爾斯頓鎮區（英語：Ingallston Township）是位於美國密歇根州梅諾米尼縣的一個行政鎮區。

## 地方資料
英戈爾斯頓鎮區的面積為185.70平方千米，當中陸地面積為183.60平方千米，而水域面積為2.10平方千米。根據2020年美國人口普查的數據，當地共有人口924人，而人口密度為每平方千米4.98人。